# Guînes
Guînes je francouzská obec v departementu Pas-de-Calais v regionu Nord-Pas-de-Calais. V roce 2011 zde žilo 5 787 obyvatel.

## Sousední obce
Andres, Les Attaques, Bouquehault, Caffiers, Campagne-lès-Guines, Fiennes, Hames-Boucres, Hermelinghen

## Vývoj počtu obyvatel
Počet obyvatel 